# Villerville
Villerville är en kommun i departementet Calvados i regionen Normandie i norra Frankrike. Kommunen ligger i kantonen Trouville-sur-Mer som ligger i arrondissementet Lisieux. År 2022 hade Villerville 606 invånare.

## Befolkningsutveckling
Antalet invånare i kommunen Villerville
Referens:INSEE